# Jiří Šalamoun
Jiří Šalamoun (17. dubna 1935, Praha – 31. března 2022) byl český výtvarník, ilustrátor a autor kreslených filmů a plakátů. Jeho známým dílem je kreslený Maxipes Fík. Kromě knihy se podílel i na animovaném seriálu, uváděném zejména v televizní sérii večerníčků.

## Život
Otec Jiřího Šalamouna byl pedagogem na zemědělské akademii. Rodina bydlela v Kouřimské ulici na Vinohradech. Za války zažil deportace svých židovských přátel a bombardování Prahy.
V letech 1952–1957 vystudoval grafickou speciálku Akademie výtvarných umění v Praze u profesorů Vladimíra Pukla a Vladimíra Silovského a následně v letech 1957–1959 Vysokou školu grafiky a knižního umění (Hochschule für Grafik und Buchkunst) v Lipsku v tehdejší Německé demokratické republice u profesorů Gerharda Kurta Müllera a Alberta Kapra.
V letech 1990, 1991 a 1997 vedl letní třídu kreslení a ilustrace na Internationale Sommerakademie v Salzburgu, roku 1992 vyučoval na Miami University v Oxfordu. V letech 1990–2003 vedl ateliér ilustrace a grafiky na Vysoké škole uměleckoprůmyslové v Praze a roku 1992 byl jmenován profesorem.
Od roku 1990 byl členem SČUG Hollar. Spolu se Zdeňkem Mézlem měl v době normalizace možnost navštívit jinak nepřístupné sbírky Schwarzenbergů na zámku v Českém Krumlově a studovat autentické kostýmy a zbraně z 18. století i středověké ilustrace v tamní knihovně.

## Dílo

### Ilustrace (výběr)
- Villiers de l'Isle-Adam: Grausame Geschichten, Leipzig: Insel-Verlag, 1967
- Charles Dickens: Kronika Pickwickova klubu, Praha : Odeon, 1973
- Johannes doktor Faust, Jenovéfa, Don Šajn, tři hry českých lidových loutkářů 18. a 19. století, Praha : Československý spisovatel, 1976
- Kozma Prutkov: Vybraná díla poetická, myslitelská a dějepravná, Praha : Lidové nakladatelství, 1976
- John Ronald Reuel Tolkien: Hobit aneb cesta tam a zase zpátky, Praha : Odeon, 1979
- Poslyšte písničku hezkou : Kramářské písně minulých dob, sestavil Bohuslav Beneš, Praha : Mladá fronta, 1983
- Laurence Sterne: Život a názory blahorodého pana Tristrama Shandyho, Praha : Odeon, 1985

### Filmy
- 1976 Kaštanka, podle povídky Antona Pavloviče Čechova, režie Václav Bedřich
- 1976 Maxipes Fík, televizní seriál, režie Václav Bedřich
- 1977 Láááska, režie Jiří Brdečka
  - Román mourovatého kocoura, režie Jaroslav Boček
- 1978 Maxipes Fík filmuje
- 1983 Divoké sny Maxipsa Fíka
- 1988 Sestřeničky, režie Václav Mergl

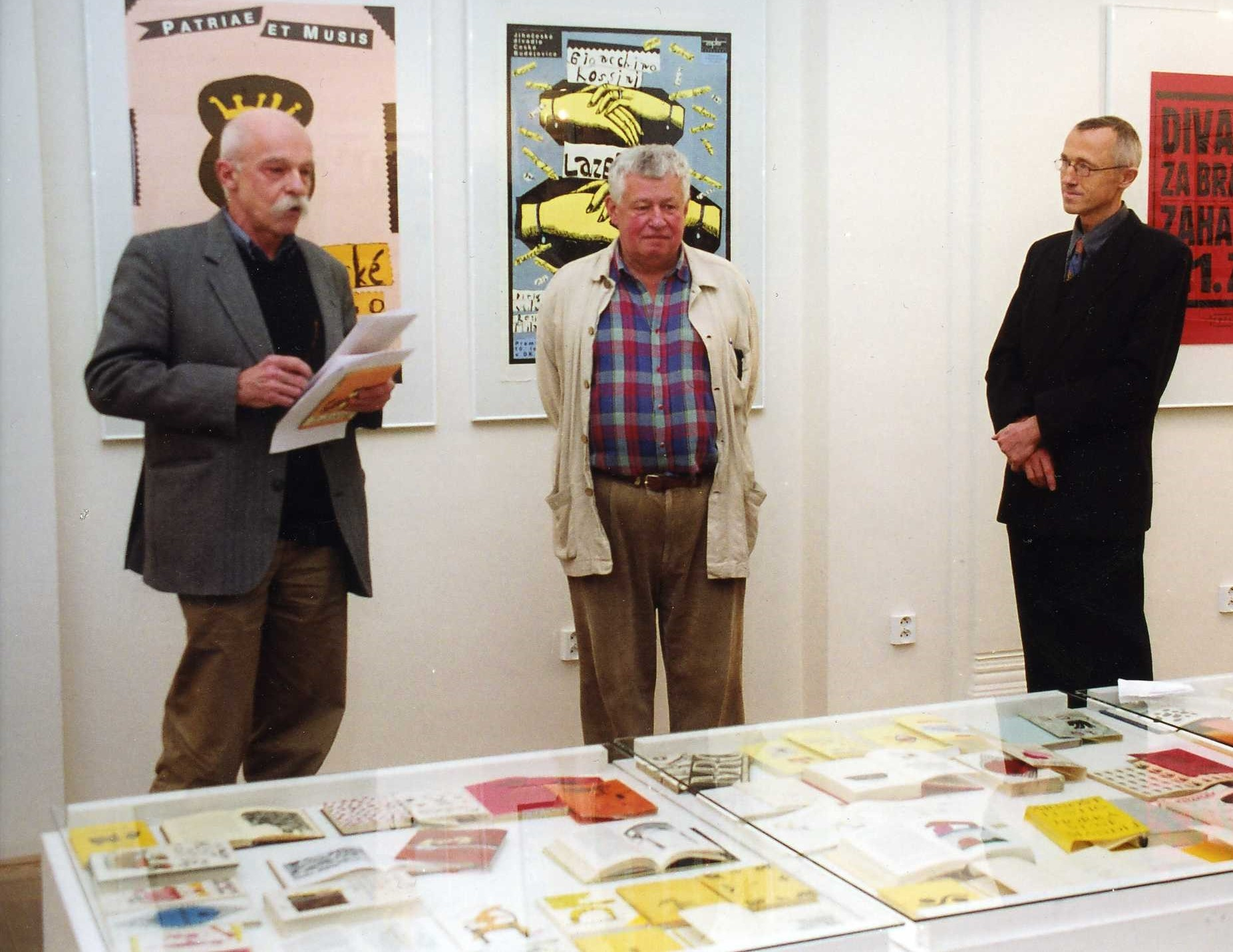
Jan Rous zahajuje Šalamounovu výstavu v rámci cyklu Osobnosti grafického designu v Muzeu umění Benešov.

### Samostatné výstavy (výběr)
- 1971 Galerie FRONTA, Praha
- 1973 Galerie Na Slovanech, Praha
- 1974 Galerie FRONTA, Praha (spolu s Evou Šalamounovou)
- 1976 Galerie HGB, Lipsko, Německá demokratická republika
  - Malá galerie Československého spisovatele
- 1977 Výstavní síň Pablo Neruda, Karl-Marx-Stadt
- 1978 Kresby atd., Galerie FRONTA, Praha
- 1986 Inventura, Staroměstská radnice, Praha
- 2001 Recidiva, České muzeum výtvarných umění, Praha
- 2004 Čtvrté kolo u stolu, pátá noha na papíře, Muzeum umění Benešov, Benešov u Prahy
- 2004 Volná grafika, Galerie Magna Ostrava
- 2008 Trvalé následky, Severočeská galerie výtvarného umění v Litoměřicích

### Ocenění (výběr)
- 1966 cena nakladatelství Mladá fronta za ilustrace ke knize Sławomir Mrożek: Věrný strážce
  - Nejkrásnější knihy, Památník národního písemnictví, Praha
- 1970 Nejkrásnější knihy, Památník národního písemnictví, Praha, za ilustrace ke knize Jiří Suchý: Písničky
- 1976 VI. Premio Europeo di Letteratura Giovanile Provincia di Trento, za ilustrace ke knize Ota Hofman: Pan Tau a tisíc zázraků
  - VII. bienále ilustrace, Brno, stříbrná medaile za ilustrace ke knize Charles Dickens: Kronika Pickwickova klubu
- 1977 IBA 1977 Lipsko, stříbrná medaile za ilustrace ke knize James Fenimore Cooper: Poslední Mohykán
  - Nejkrásnější knihy, Památník národního písemnictví, Praha, ilustrace ke knize Kozma Prutkov: Vybraná díla

### Zastoupení ve sbírkách
- Moravská galerie Brno
- Muzeum literatury Praha
- Muzeum umění a designu Benešov
- Uměleckoprůmyslové muzeum Praha